# Tityus jussarae
Espèce
Tityus jussarae est une espèce de scorpions de la famille des Buthidae.

## Distribution
Cette espèce est endémique de la province de Napo en Équateur. Elle se rencontre dans le canton d'Archidona à Mondayacu dans les grottes Cueva del Alto Lagarto, Cueva del Lagarto et Cueva San Bernardo.

## Description
Le mâle holotype mesure 38,1 mm et la femelle paratype 47,4 mm.

## Étymologie
Cette espèce est nommée en l'honneur de Jussara Lourenço.

## Publication originale
- Lourenço, 1988 : « La faune des scorpions de l'Equateur. 1. Les Buthidae. Systematique et biogeographie. » Revue Suisse de Zoologie, vol. 95, no 3, p. 681-697 (texte intégral).